# ケプラー440b
ケプラー440b（英語: Kepler-440b）は、地球から851光年（261パーセク）離れていて、地球からはこと座にあるK型主系列星ケプラー440を周回する太陽系外惑星である。地球に近いサイズの惑星であり、主星のハビタブル・ゾーン（生命が存在する可能性のある領域）内に存在すると考えられている。
ケプラー440bはアメリカ航空宇宙局（NASA）のケプラー宇宙望遠鏡により、トランジット法で2015年に発見された。観測時のKepler object of interest (KOI) における名称はKOI-4087.01。

## 特徴
| 海王星 | ケプラー440b |
| ------ | ------------ |
| 海王星 | Exoplanet    |

ケプラー440bは半径が地球の1.86倍と、太陽系外惑星の中では小さい方である。太陽の半分余りの質量、半径しか持たない、K型主系列星ケプラー440から0.24AUの距離を101.1日で公転している。この軌道はケプラー440系における、惑星の表面に液体の水が存在できるハビタブルゾーンに位置しているとされている。質量については分かっていないが、プエルトリコ大学アレシボ校が制作しているHabitable Exoplanets Catalogでは地球の3.1倍から41.2倍と記されている。